# Anthony Parker
Anthony Michael Parker (ur. 19 czerwca 1975 w Naperville) – amerykański koszykarz, występujący na pozycjach rzucającego obrońcy lub niskiego skrzydłowego, obecnie generalny menadżer drużyny G-League – Lakeland Magic.
Jego młodsza siostra to Candace Parker – jedna z najlepszych zawodniczek w historii WNBA.

## Osiągnięcia
Na podstawie, o ile nie zaznaczono inaczej.
NCAA
- Uczestnik turnieju NCAA (1996)
- Mistrz sezonu regularnego konferencji Missouri Valley (MVC – 1996)
- Koszykarz roku konferencji Missouri Valley (Larry Bird Award – 1996)[2]
- Zaliczony do I składu turnieju MVC (1995, 1997)
- Lider MVC w liczbie rzutów wolnych (137 – 1996)

Klubowe
- Mistrz:
  - Euroligi (2004, 2005)
  - Suproligi (2001)
  - Izraela (2001, 2002, 2004, 2005, 2006)
- Zdobywca Pucharu Izraela (2001, 2002, 2004–2006)

Indywidualne
- MVP:
  - Euroligi (2005, 2006)
  - Final Four:
    - Euroligi (2004)
    - ligi izraelskiej (2006)

  - ligi izraelskiej (2004)
- Zaliczony do:
  - I składu:
    - Euroligi (2005, 2006)
    - ligi izraelskiej (2002, 2004, 2005)

  - składu najlepszych zawodników dekady 2001–10 Euroligi
  - grona 50. największych osobowości w historii Euroligi
- Lider strzelców finałów Euroligi (2004)